# 榮墪
榮墪（？—？）汉军正白旗人，清末官员、续顺公。

## 生平
清朝末年，榮墪为续顺公，委散秩大臣、稽查三海大臣。宣统年间，出任资政院钦选议员。